# Vejnali (Zangilan)
Vejnali est un village de la région de Zangilan en Azerbaïdjan.

## Histoire
En 1993-2020, Vejnali était sous le contrôle des forces armées arméniennes. Le 30 octobre 2020, le village de Vejnali a été restitué sous le contrôle de l'Azerbaïdjan.

## Économie
Le gisement d'or de Vejnali est situé près du village.